# 图雷卢克

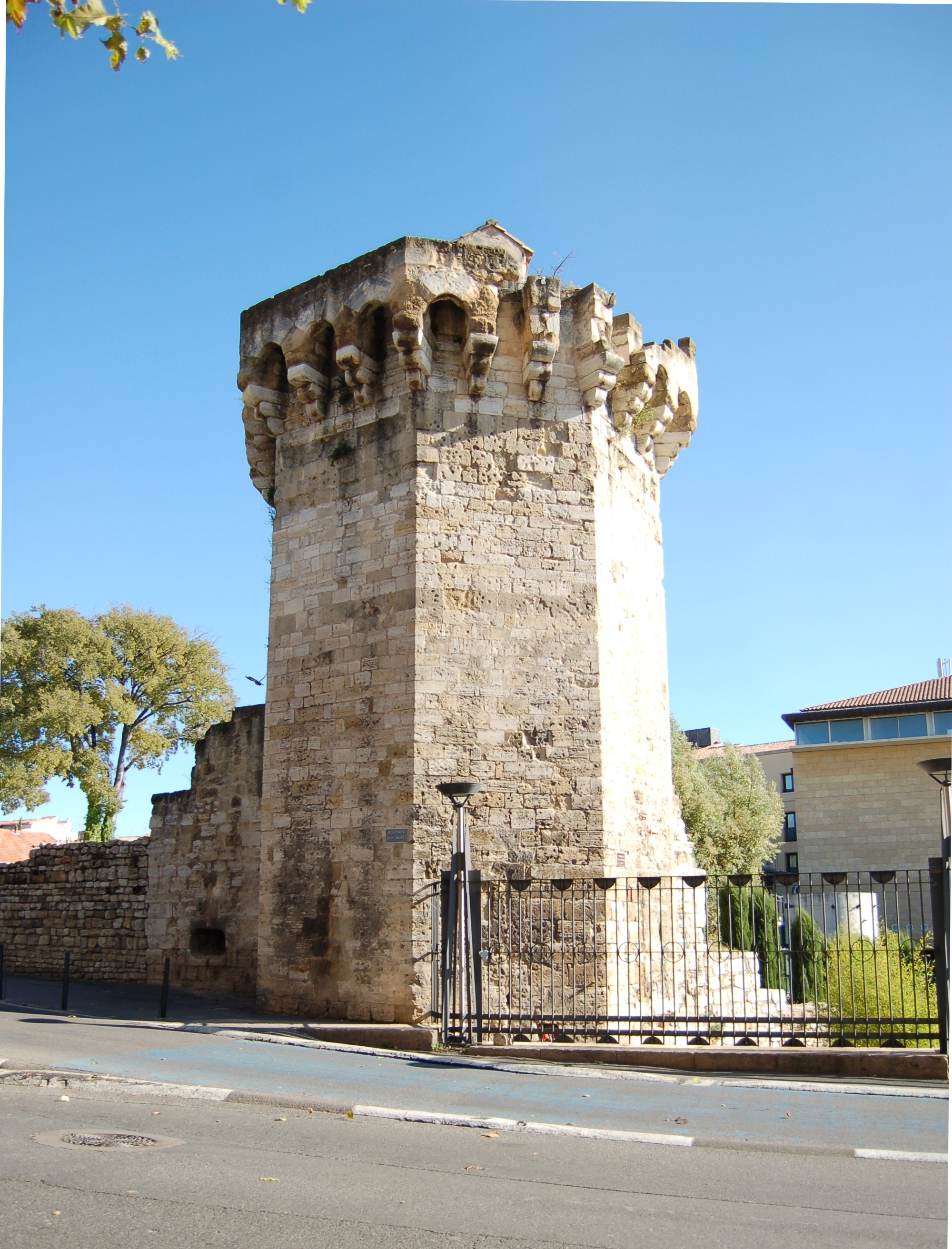

图雷卢克（法语：Tourreluque；普罗旺斯语 tourreluco，瞭望塔）是法国普罗旺斯地区艾克斯的一座塔楼，也是该城中世纪城墙的遗迹。它是作为火药库使用。它毗邻普罗旺斯地区艾克斯温泉浴场的北界。

## 历史
该塔建于14世纪，该时期处于局势颇不安全，艾克斯周围环绕着城墙，以保护其居民。城墙的各面原本都有塔楼，而图雷卢克是现在唯一尚存的遗迹。

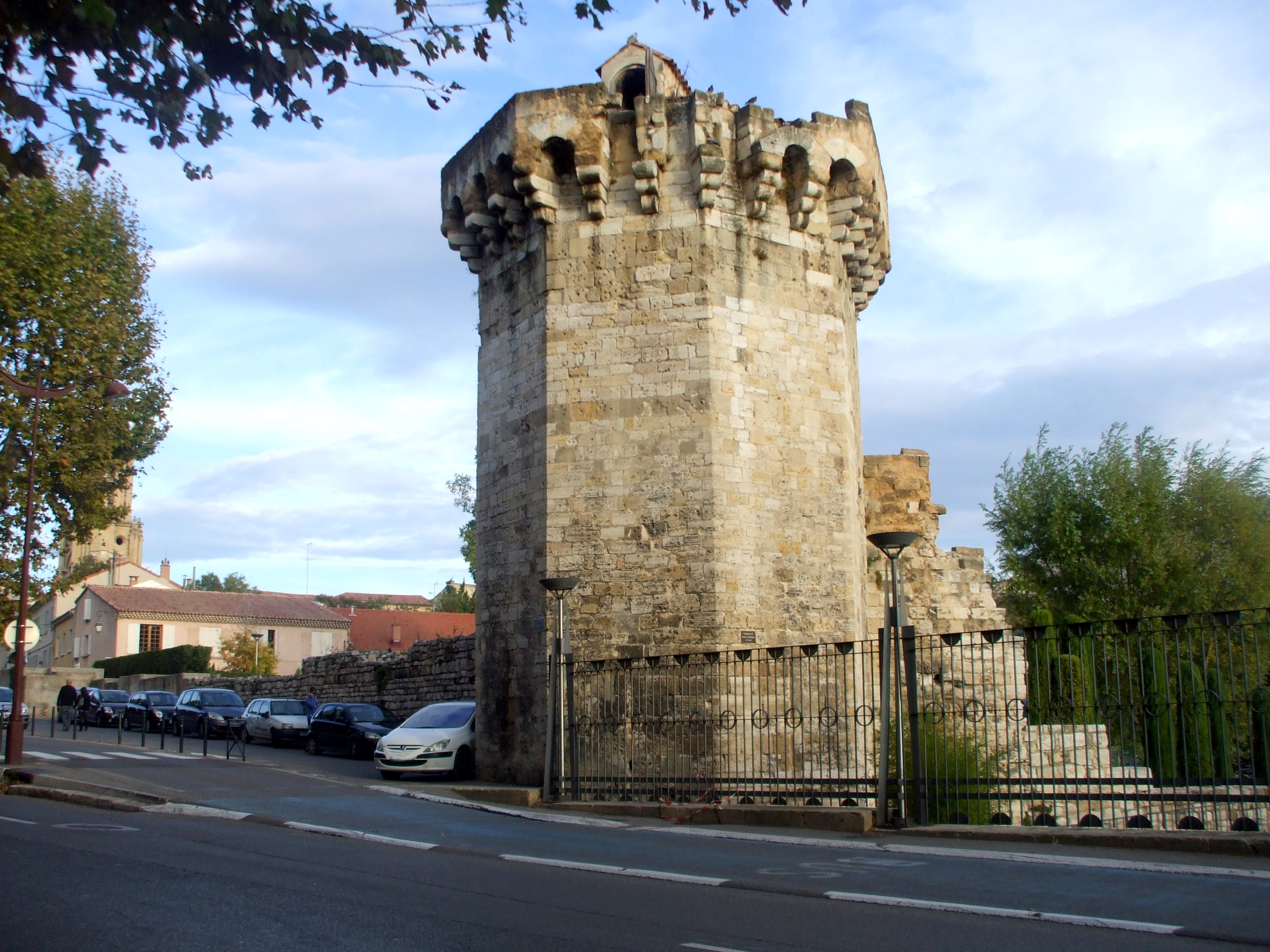
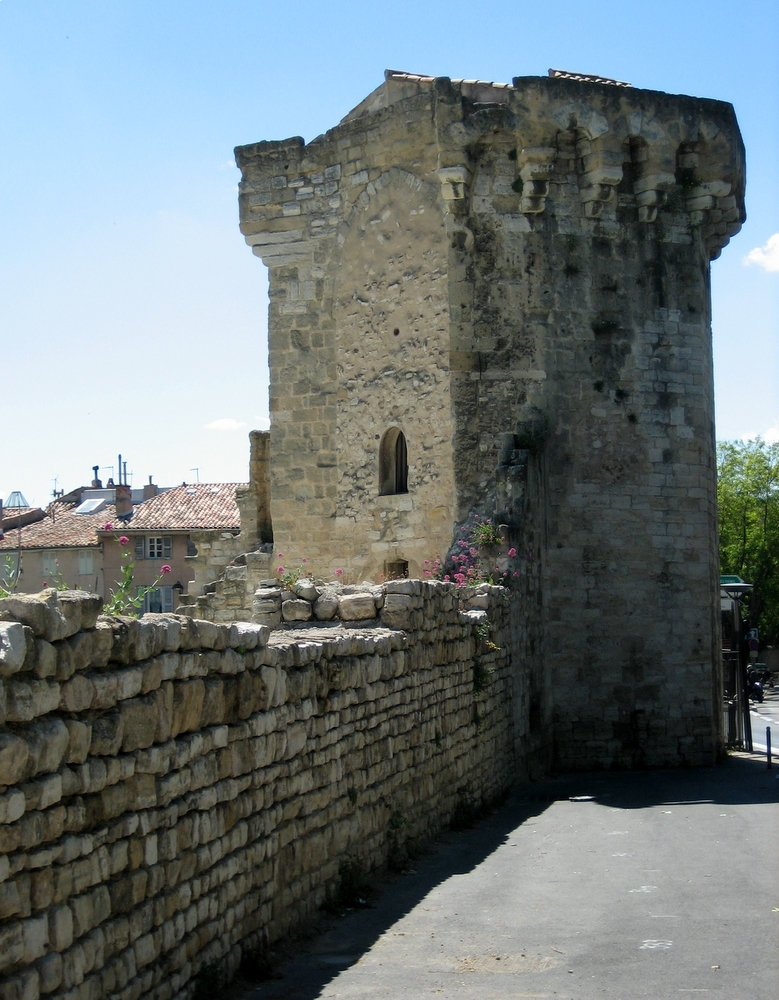